# Ammoides
Ammoides – rodzaj roślin należący do rodziny selerowatych Apiaceae. Obejmuje dwa lub trzy gatunki. Występują one w basenie Morza Śródziemnego, przy czym jeden gatunek tylko w Europie – Ammoides pusilla.

## Systematyka
Pozycja systematyczna
Rodzaj w obrębie rodziny selerowatych (baldaszkowatych) Apiaceae klasyfikowany jest do podrodziny Apioideae, plemienia Pyramidoptereae.
Wykaz gatunków (nazwy zaakceptowane według The Plant List)
- Ammoides arabica (T.Anderson) M.Hiroe
- Ammoides atlantica (Coss. & Durieu) H.Wolff
- Ammoides pusilla (Brot.) Breistr.